# العلاقات الإيطالية التوفالية
العلاقات الإيطالية التوفالية هي العلاقات الثنائية التي تجمع بين إيطاليا وتوفالو.

## مقارنة بين البلدين
هذه مقارنة عامة ومرجعية للدولتين:
| وجه المقارنة                                              | إيطاليا                                                  | توفالو                         |
| --------------------------------------------------------- | -------------------------------------------------------- | ------------------------------ |
| المساحة (كم2)                                             | 301.34 ألف                                               | 26                             |
| عدد السكان (نسمة)                                         | 60.60 مليون                                              | 11.19 ألف                      |
| الكثافة السكانية (ن./كم²)                                 | 201.1                                                    | 43.04 ألف                      |
| العاصمة                                                   | روما، فلورنسا، تورينو                                    | فونافوتي                       |
| اللغة الرسمية                                             | اللغة الإيطالية                                          | اللغة التوفالوية، لغة إنجليزية |
| العملة                                                    | يورو، ليرة إيطالية                                       | دولار توفالو                   |
| الناتج المحلي الإجمالي (بليون دولار)                      | 1.93 تريليون                                             | 39.73 مليون                    |
| الناتج المحلي الإجمالي (تعادل القوة الشرائية) بليون دولار | 2.26 تريليون                                             | 38.93 مليون                    |
| الناتج المحلي الإجمالي الاسمي للفرد دولار أمريكي          | 29.96 ألف                                                | 3.29 ألف                       |
| الناتج المحلي الإجمالي للفرد دولار أمريكي                 | 35.46 ألف                                                | 3.77 ألف                       |
| مؤشر التنمية البشرية                                      | 0.873                                                    |                                |
| رمز المكالمات الدولي                                      | +39                                                      | +688                           |
| رمز الإنترنت                                              | .it                                                      | .tv                            |
| المنطقة الزمنية                                           | توقيت وسط أوروبا، ت ع م+01:00، ت ع م+02:00، أوروبا/روما ‏ | ت ع م+12:00                    |

## منظمات دولية مشتركة
يشترك البلدان في عضوية مجموعة من المنظمات الدولية، منها:
| علم المنظمة | اسم المنظمة                   | تاريخ انضمام إيطاليا | تاريخ انضمام توفالو |
| ----------- | ----------------------------- | -------------------- | ------------------- |
|             | يونسكو                        | ?                    | 21 أكتوبر 1991      |
|             | بنك التنمية الآسيوي           | 1966                 | 1993                |
|             | منظمة حظر الأسلحة الكيميائية  | ?                    | ?                   |
|             | مؤسسة التنمية الدولية         | 24 سبتمبر 1960       | 24 يونيو 2010       |
|             | الاتحاد البريدي العالمي       | ?                    | ?                   |
|             | الاتحاد الدولي للاتصالات      | 1866                 | 15 أغسطس 1996       |
|             | الأمم المتحدة                 | 14 ديسمبر 1955       | 5 سبتمبر 2000       |
|             | البنك الدولي للإنشاء والتعمير | 27 مارس 1947         | 24 يونيو 2010       |

## وصلات خارجية
- موقع وزارة الخارجية الإيطالية